# حوض جوتلاند

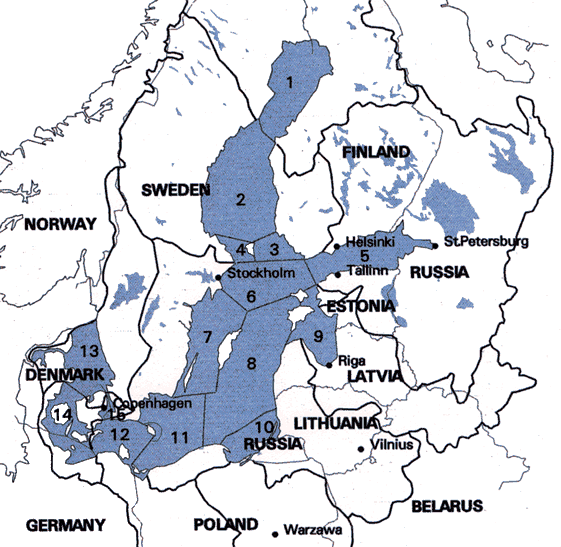

حوض جوتلاند (بالإنجليزية: Gotland Basin)‏ هو أكبر حوض مركزي في منطقة بحر البلطيق ما بين السويد ودول البلطيق. وهو ينقسم إلى أعماق جدانسك (أو ما يسمى بحوض جدانسك)، حوض جوتلاند الغربي وحوض جوتلاند الشرقي. وداخل حوض جوتلاند الشرقي، يصل عمق الحوض الذي يسمى «بعمق جوتلاند» إلى 249 متر عمقاً، حيث أنه حوض يتميز بنقص الأكسجين. ويحتوي حوض جوتلاند الغربي على عمق لاندسورت (بالإنجليزية: Landsort Deep)‏ وهو عبارة عن أعمق نقطة في أعماق بحر البلطيق حيث يصل إلى 459 متر عمقاً. وتعتبر المواد الرسوبية في حوض جوتلاند ذات أهمية لدراسة التغيرات المناخية في شمال أوروبا خلال الخمسة آلاف سنة الماضية.